# Evaluación ambiental estratégica
La Evaluación Ambiental Estratégica (EAE) es un sistema que incorpora consideraciones medioambientales en las políticas, planes y programas. Aunque relacionado, el término no debe confundirse con la evaluación de impacto ambiental (EIA). También se la denomina como Evaluación de Impacto Ambiental Estratégica. El término específico Evaluación Ambiental Estratégica se refiere a la Directiva de la Unión Europea con ese nombre.

## Historia
La Directiva de la Unión Europea 85/337/CE de Evaluación de Impacto Ambiental (conocida como la Directiva EIA) solo se aplicaba a determinados proyectos. Esto constituía una limitación dado que solo se afrontaban los efectos específicos en los niveles locales mientras que muchas decisiones medioambientalmente dañinas eran tomadas simultáneamente a un nivel más estratégico (por ejemplo el hecho de que una nueva infraestructura de transporte pueda generar un incremento en la demanda de transporte).
El concepto de Evaluación Estratégica se originó en los países desarrollados al respecto del planeamiento territorial y el desarrollo regional. En 1981 el Departamento de Desarrollo Urbano y Residencial de EE.UU. publicó la Guía de Evaluación de Impacto en Áreas Extensas. En Europa la Convención sobre Evaluación de Impacto Ambiental en Contextos Transfronterizos (también conocida como Convención Espoo) estableció los fundamentos para la introducción de la EAE en 1991.
La Directiva Europea EAE (2001/42/CE) estableció que todos los Estados miembros de la Unión Europea deberían haber ratificado la Directiva en sus ordenamientos jurídicos respectivos para el 21 de julio de 2004.
Los países de la UE comenzaron a implantar primero los aspectos territoriales de la EAE, y a algunos les llevó más tiempo adoptar la directiva que a otros, pero la implantación de la directiva puede actualmente considerarse como realizada. Muchas naciones de la UE tienen una larga tradición en considerar el medio ambiente de una manera estricta incluyendo a Dinamarca, Holanda, Finlandia y Suecia. Los nuevos Estados miembros de la UE se han apresurado a implantar la directiva.

## Relación con laEvaluación de Impacto Ambiental
En su mayor parte una EAE es realizada con anterioridad a que la correspondiente EIA sea emprendida. La evaluación ambiental estratégica debe permitir mejorar la evaluación de los impactos ambientales indirectos, acumulativos y sinérgicos que puedan derivarse de las políticas, planes y programas. Igualmente, debe servir para reducir el número de proyectos que deberán someterse a una evaluación de impacto ambiental, simplificando el proceso y definiendo medidas correctoras genéricas para un conjunto de proyectos con características similares. Esto significa que la información sobre el impacto ambiental de un plan puede ir descendiendo "en cascada" a través de los distintos niveles de toma de decisiones y ser usada en una EIA en un estudio posterior, en un proceso de transferencia, lo que debería reducir la cantidad de trabajo necesaria a emprender. Por todo ello, ambos instrumentos -evaluación ambiental estratégica y evaluación de impacto ambiental- tienen un carácter complementario y, por lo tanto, no se excluyen mutuamente.
Se puede considerar que este es el máximo nivel de coincidencia que guarda con la evaluación ambiental de proyectos; las diferencias, sin embargo, son necesariamente enormes y aunque algunas normativas, como la Directiva Europea, insisten en la importancia de evaluación de los efectos ambientales de la planificación, el alcance de esta evaluación no podrá ser, prácticamente en ningún caso, el mismo que el desarrollado en la evaluación de proyectos: normalmente no hay certidumbre respecto a cuáles serán las actuaciones que se desarrollarán —que podrán variar dentro de un marco más o menos amplio de escenarios posibles de desarrollo final del plan—, ni es posible establecer con detalle cuáles serán los parámetros que determinarán las diferentes alternativas de actuación, ni con precisión la magnitud de los mismos. Por otro lado, la sensibilidad de la ejecución del plan a influencias externas, así como su influencia sobre otros planes o ámbitos de actuación tampoco son comparables a las de proyectos, siendo fundamental la consideración de sus relaciones con estos, reduciéndose normalmente en consecuencia de forma considerable la importancia relativa que, en el conjunto del plan, puedan tener sus efectos directos y específicos, precisamente aquellos en los que las metodologías de impacto ambiental ofrecen mejor capacidad de análisis.
Resulta pues lógico, que cada vez más se entienda la evaluación ambiental de los planes y programas como un instrumento de mejora estratégica de la planificación, más que como un método de predicción y solución de impactos.

## Objetivos y Estructura de la EAE
La Directiva EAE sólo se aplica a planes y programas, no a políticas, aunque las políticas contenidas en los planes normalmente son evaluadas y la EAE puede ser aplicada a las políticas si esto es necesario.
La estructura de la EAE (bajo la Directiva) está basada en las siguientes fases:
- "Aplicabilidad", investigación sobre si el plan o programa se encuentra sujeto a la legislación sobre EAE.
- "Ámbito", definiendo las fronteras de la investigación, y las suposiciones y evaluaciones necesarias.
- "Documentación del estado del medio ambiente", representando una referencia sobre la cual establecer las aseveraciones.
- "Determinación de los impactos ambientales significativos (no marginales)", usualmente en términos de Direcciones de Cambio más que en cifras firmes.
- Información y participación pública.
- Influencia en la "Toma de decisiones" basada en la evaluación.
- Seguimiento de los efectos de los planes y programas tras su implantación.

La directiva UE también incluye otros impactos colaterales a los medioambientales, como los referentes a los bienes materiales y a los yacimientos arqueológicos. En la mayor parte de los estados europeos occidentales esto ha sido llevado más allá hasta incluir los aspectos sociales y económicos de la sostenibilidad.
La EAE debería asegurar que planes y programas toman en consideración los efectos ambientales que causan. Cuando estos efectos ambientales son parte de todo el proceso de toma de decisiones se trata de una Evaluación de Impacto Estratégica.

## EAE en la Unión Europea
La EAE es un procedimiento de evaluación legalmente establecido por la Directiva 2001/42/CE (conocida como la Directiva EAE). La Directiva EAE tiene como objetivo introducir la evaluación sistemática sobre los efectos medioambientales de los planes y programas relacionados con el uso del territorio. Esto típicamente se aplica a planes regionales y locales, de desarrollo, de transportes y de residuos, en el seno de la Unión Europea. Algunos planes de finanzas y presupuestarios o de defensa civil están exentos por la Directiva EAE, que se aplica tan solo a aquellos planes que la ley prevé.

### EAE en España
La Ley 9/2006,de 28 de abril, sobre evaluación de los efectos de determinados planes y programas en el medioambiente (BOE n.º 102 de 29 de abril de 2006) reguló la aplicación de la Evaluación Ambiental Estratégica en su transposición al ordenamiento jurídico español.
Esta ley ha sido derogada por la Ley 21/2013, de 9 de diciembre, de evaluación ambiental, (BOE núm. 296, de 11 de diciembre de 2013) vigente desde el 12 de diciembre de 2013.La evaluación ambiental estratégica está definida en el Título II, capítulo I de dicha ley. La finalidad de la EAE es integrar plenamente las cuestiones ambientales en el plan. Para ello, en base al borrador del plan, se realiza una valoración de los efectos que el plan podrá tener sobre el medio ambiente, para minimizar los negativos y maximizar los positivos. El documento más importante del procedimiento de EAE es el estudio ambiental estratégico, donde se analizan en profundidad esos efectos ambientales y se establecen medidas. 

#### EAE en Andalucía
Andalucía acuñó la Directiva 2011/42/CE (Directiva EAE), a través de la Ley 7/2007 de Gestión Integrada de la Calidad Ambiental (ley GICA). Posteriormente, la ley GICA fue modificada por la Ley 3/2015, de 29 de diciembre, de Medidas en Materia de Gestión Integrada de Calidad Ambiental, de Aguas, Tributaria y de Sanidad Animal, para adaptarla a la ley 21/2013 de evaluación ambiental, estatal de carácter básico. Prácticamente los procedimientos de EAE que regula la ley estatal y la andaluza son iguales, a excepción de los plazos, que en el Estado se redujeron sustancialmente a través de una modificación posterior. El órgano ambiental andaluz tiene más información en su web. 

#### EAE en Galicia
Más allá de un proceso normativo, la EAE en Galicia trata de establecer un nuevo marco de planificación flexible que no pretende tanto controlar los efectos finales de las propuestas del planificador como concienciar y capacitar hacia una nueva forma de planificar que en definitiva consiga con una mayor eficiencia el objetivo final de promover el desarrollo sostenible.
El enfoque que fundamenta el proceso de EAE que se ha implementado en Galicia en el periodo 2005-2009, promueve la introducción de criterios de sostenibilidad en los momentos iniciales de toma de decisión sin pretender ocupar le papel del planificador sino ofreciendo y facilitando las herramientas y criterios para que sean los organismos promotores quienes actúen de forma responsable en función de sus competencias.

## La EAE en América Latina
La CEPAL define a la Evaluación ambiental estratégica como:

La Evaluación Ambiental Estratégica (EAE) es un instrumento de apoyo para la incorporación de la dimensión ambiental a la toma de decisiones estratégicas, las que usualmente se identifican con políticas, estrategias, planes o programas, y como tal es un procedimiento de mejora de estos instrumentos de planificación. Su objetivo fundamental es el de avanzar en el desarrollo íntegro de las políticas ambientales y de sostenibilidad desde las primeras fases de decisión, aquellas en las que se definen los marcos básicos de intervención y, por lo tanto, las que en general tienen una mayor capacidad de determinar los efectos ambientales finales en el entorno y su sostenibilidad a mediano y largo plazo.
R.J. Herrera y M. Bonilla Madriñán. Guía de evaluación ambiental estratégica 